# Salzgitter-Lebenstedt (archäologischer Fundplatz)

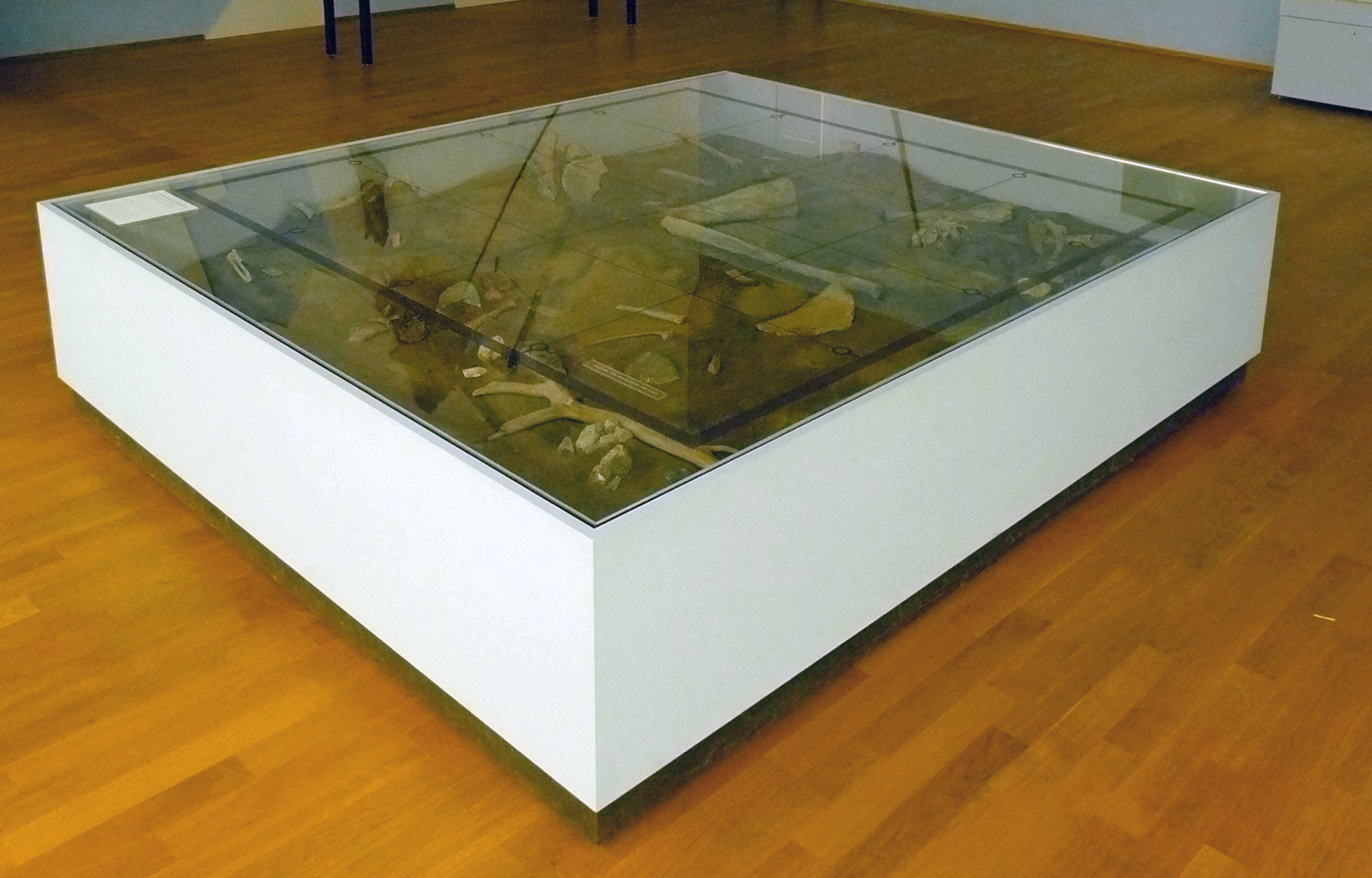
Ausstellung von Fundstücken im Niedersächsischen Landesmuseum Hannover, 2011

Der archäologische Fundplatz Salzgitter-Lebenstedt ist eine mittelpaläolithische Fundstelle nördlich von Salzgitter-Lebenstedt im östlichen Niedersachsen. Es handelte sich um eine Freilandstation saisonal sesshafter Jäger und Sammler, an der 1952 rund 840 Feuersteinartefakte und etwa 50.000 Jahre altes Knochenmaterial ausgegraben wurde. Darunter waren Reste von mindestens 16 Mammutindividuen, dazu Überreste von mindestens 86 Rentieren sowie die beiden bis dahin nördlichsten Knochenstücke von Neandertalern. 1977 fand eine zweite Grabung statt.
Die Neandertaler waren weitgehend auf Rentierjagd in einer tundrenhaften Umgebung spezialisiert, wobei sie deren saisonale Züge von den borealen Wäldern der Gebirgszonen südwestlich ihres Lagers in die Steppen-Tundra der Tiefebene ausnutzten. Die Jäger folgten demnach ihrer Jagdbeute saisonal in die Tiefebene. Die Micoquien-Fundstelle Lichtenberg (Landkreis Lüchow-Dannenberg), etwa 90 km weiter nördlich, bestand zur gleichen Zeit und könnte in dasselbe Territorium gehören.

## Datierung
Alfred Tode, der erste Ausgräber, datierte die Stätte 1953 in die Weichsel-Kaltzeit. Anhand von Vergleichen wurde sie später auch sehr viel früher, nämlich in die Saale-Kaltzeit datiert. Untersuchungen der 1990er Jahre kamen mittels Radiokohlenstoffdatierung auf ein Mindestalter von 50.000 Jahren, heute wird die Stätte meist auf 58.000 bis 54.000 Jahre datiert.

## Beschreibung
Die Freilandfundstelle gilt als eine der nördlichsten Erscheinungen des Micoquien in Deutschland. Sie liegt am südlichsten Rand der nordeuropäischen Tiefebene in knapp 82 m Höhe über dem Meeresspiegel und wurde in Terrassen-Sedimenten der Fuhse entdeckt, dort wo sich das Flusstal einer weiten Aue öffnet. Dabei dürfte die Gruppe im Spätsommer bis Herbst gejagt haben, ihr Lager fand sich an einer Windung der Krähenriede, unmittelbar an deren Einmündung in das Tal der Fuhse. Vor 60.000 Jahren befand sich hier das tief eingeschnittene Urstromtal der Fuhse.
Ob die Mammute (Mammuthus primigenius) von Neandertalern erlegt wurden, ist nicht bekannt, sie gelten jedenfalls nicht als Tiere, die an dieser Stelle regelmäßig gejagt wurden. Da hier das Ren (Rangifer tarandus) mit mindestens 86, meist erwachsenen Individuen dominiert, an denen sich nur selten Spuren von Raubtierfraß fanden, handelt es sich wohl um eine Gruppe spezialisierter Rentierjäger.
Lebenstedt ist diejenige Fundstätte im Norden Deutschlands, an der am besten die Systematik der Jagd und der Beutezerlegung rekonstruiert werden konnte. Dabei zeigte sich, dass keineswegs entsprechend dem Bedarf jeweils wenige Tiere gejagt wurden, sondern, dass eine Reihe von Großsäugern während eines einzigen Jagdzuges erbeutet wurde. Auch bevorzugte man Tiere, die etwa acht bis neun Jahre alt waren, denn sie repräsentierten allein mehr als ein Drittel der Tiere, die zwischen einem und dreizehn Jahren alt waren, als sie getötet wurden. Etwa neun Rentiere waren jünger als zweieinhalb Jahre, drei zwischen drei und sechs Monaten alt. Da die Rentiere im Mai oder Juni gekalbt haben dürften, erfolgte die Jagd wohl zwischen August und Oktober.
Die Knochen wurden auf der Suche nach Knochenmark zerlegt. Dabei wurden erwachsene Tiere bevorzugt, wohingegen die Jungtiere in dieser Hinsicht gemieden wurden. Die Jäger verschmähten außerdem weniger markreiche Knochen, wie Zehen oder Kieferknochen. Hingegen wurden die meisten Mittelfußknochen aufgebrochen. Die Technik, um an das Mark zu gelangen, war deutlich standardisiert.
Lebenstedt zählt zu den wichtigen Plätzen für Keilmesser und Knochenspitzen. Dabei stellte sich heraus, dass die etwa 30 Knochenwerkzeuge aus Mammutknochen hergestellt worden waren, vor allem aus den Rippen und den Wadenbeinen. Darunter befand sich eine Knochenklinge (bone point), ein für das Mittelpaläolithikum überaus seltener Fund. Zudem zeigte sich, dass Schnitzen zu dieser Zeit bereits eine gängige Bearbeitungstechnik war. Wichtige Fundplätze mit Keilmessern in Deutschland, die vereinzelt bereits in der Riß-Kaltzeit vorkommen, sind neben den für die Subtypen namengebenden Fundstellen die Balver Höhle, Lichtenberg (Landkreis Lüchow-Dannenberg), Buhlen, Königsaue bei Aschersleben oder die Sesselfelsgrotte bei Essing.
Lokale Vorkommen von baltischem Flint wurden ebenfalls intensiv bearbeitet, wobei alle Phasen der Operationskette der Levallois-Abschlagproduktion nachweisbar sind, ebenso wie die Formüberarbeitung nach dem Muster des Micoquien. Der ganz überwiegende Teil des Flintinventars wurde am Ort produziert, was auf eine längere Besiedlungsdauer hindeutet, eben eines Jagdlagers während der Herbstmonate.
Die beiden Fundstücke eines Neandertalers – Fragmente eines Schädels – werden als das Fossil Lebenstedt 1 bezeichnet.

## Ausgrabungen

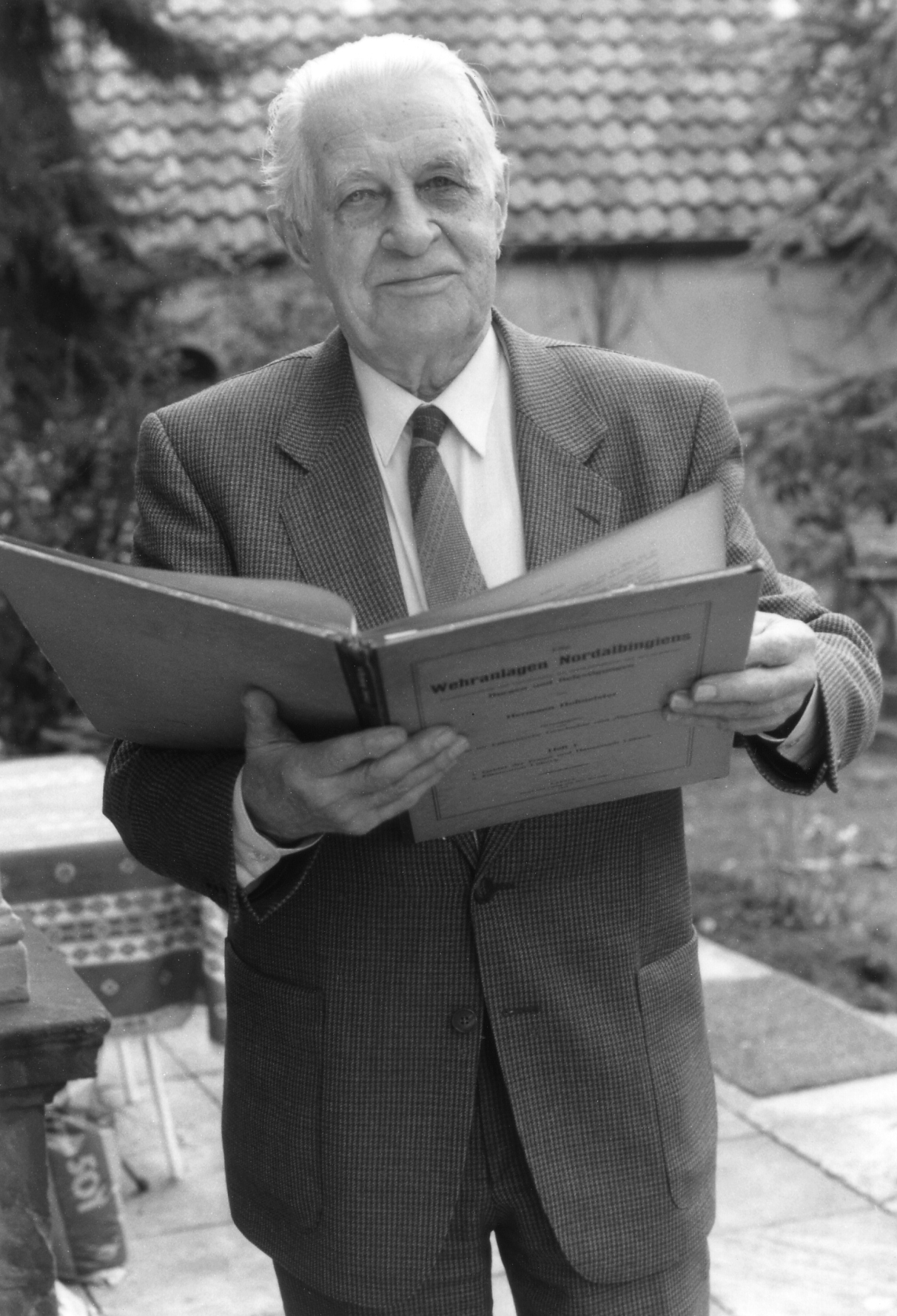
Alfred Tode, 1986

Die Fundstätte wurde beim Bau einer Kläranlage ⊙ entdeckt. Ein Truppführer auf der Baustelle hatte im Dezember 1951 Knochen mitgebracht; seine Tochter nahm einige Stücke in die Schule mit. Ihr Biologielehrer erkannte, dass dieses Knochenmaterial nicht der jüngeren Vergangenheit angehörte.
Die Stätte wurde zunächst 1952 vom Braunschweiger Archäologen Alfred Tode ausgegraben. Die Ausgrabungsfläche umfasste etwa 150 m². 1977 erfolgte eine zweite Grabung auf einer Fläche von etwa 220 m². Nach ersten Publikationen Todes und eines interdisziplinären Teams folgte 1991 eine Publikation zur Geologie der Fundstätte, ab 1996 archäozoologische Untersuchungen.
Es zeigte sich, dass bei der ersten Ausgrabung kleine Knochenstücke kaum beachtet worden waren, während sie in der Grabung von 1977 dominierten. Das Gleiche gilt für die Steinartefakte. Während das Verhältnis zwischen kleinen, weniger als 2 cm messenden, zu großen Artefakten 1952 bei 27:813 lag, lag dieser Wert 1977 bei 1576:1780.
Die Fundstücke fanden sich in einer Tiefe von 4,5 bis 5,5 Meter, der überwiegende Teil lag zwischen 4,8 und 5,1 Meter tief. Es ließen sich drei insgesamt zwei Meter dicke Sedimentschichten erkennen, in deren unteren beiden die Artefakte entdeckt wurden. Große Mengen an Pollen, Pilze, größere Pflanzenüberreste und Säugetier- und Molluskenüberreste wurden bestimmt. Typische Bewohner der Arktis wie Eisbären oder Moschusochsen fehlten. Die Neandertaler lebten in einer Tundrenlandschaft mit Pflanzen wie Zwerg-Birken Betula nana, Weiße Silberwurz, Polar-Weide oder Kraut-Weide. Demzufolge sind Baumpollen sehr selten.

## Fundpräsentation
In der archäologischen Ausstellung des Braunschweigischen Landesmuseums in der Neuen Kanzlei in Wolfenbüttel wird die Fundstelle mit originalgetreuen Grabungsschnitten als Installation der naturräumlichen Situation dargestellt. Dort befinden sich auch die Knochenfunde. Die Fundstelle wird in weiteren Museen präsentiert, wie dem Naturhistorischen Museum Braunschweig und im historischen Museum im Schloss Gifhorn. Bis zum Jahre 2011 wurden im Niedersächsischen Landesmuseum Hannover Artefakte aus Salzgitter-Lebenstedt ausgestellt. Im Städtischen Museum Schloss Salder in Salzgitter knüpft ein Ausstellungsbereich an die früheren subarktischen Umweltbedingungen der Fundstelle an. Dabei wird im Außenbereich in einem „Eiszeitgarten“ die damalige Flora und Fauna gezeigt.